# Saturateur
Un saturateur est un produit de protection de structures en bois pour l'extérieur (bardages, terrasses, portails...), à base d’huiles naturelles végétales. Son principe est de nourrir le bois en profondeur, sans engendrer de film à la surface du bois à la différence des vernis, peintures, lasures. Il restitue de ce fait très bien le veinage naturel du bois.
Par ailleurs, le saturateur a pour effet de ralentir et homogénéiser le phénomène naturel de grisaillement du bois soumis aux intempéries, induit par la mort de la couche superficielle de cellules du bois et par l'action de champignons lignicoles.
En 1978, la marque américaine Owatrol importe en Europe via son distributeur français Durieu SA, le produit Textrol. Pour la première fois, le mot "saturateur" apparait dans l'univers de la protection du bois.

## Application

### Premières couches
Adapté à tout essence de bois, un saturateur ne s'applique sur du bois neuf qu'après quelques semaines d'exposition aux intempéries, afin de faciliter la pénétration dans les pores du bois. Le passage de plusieurs couches est souvent nécessaire.
Une variante de saturateur, dénommée stabilisateur, est toutefois parfois conseillée sur bois neuf  en lieu et place du saturateur qui n'interviendra alors qu'au bout d'un an. L'effet du stabilisateur étant d'assurer une meilleure protection du bois contre les UV et les intempéries, d'en limiter la grisaille, mais aussi et surtout fendillement et déformation.
Avant l'application il faut d'abord s'assurer que le support soit propre et que le taux d'humidité ne soit pas trop élevé (max 20%). Il faut dans un deuxième temps dégraisser le support à l'aide d'un chiffon imbibé de solvant par exemple.
Pour l'application on prend soin de bien soigneusement mélanger le stabilisateur avant utilisation puis on l'applique à l'aide d'un pinceau, d'une brosse ou d'un rouleau. L'utilisation d'un pistolet est tout à fait possible pour traiter de grandes surfaces. On effectue des couches croisées en insistant bien sur les noeuds et les fissures. Le temps de séchage doit être rigoureusement respecté avant d'appliquer une deuxième, troisième voir quatrième couche si le bois nécessite une protection importante lié à une exposition à des conditions particulièrement difficiles.

### Entretien
En fonction des intempéries, de l'ensoleillement, de la nature du bois, il est nécessaire de repasser 1à 3 couches, tous les ans les 3 premières années, puis tous les 2 ou 3 ans.
En revanche, n'étant pas filmogène puisque imprégnant le bois en profondeur, le passage d'une nouvelle couche n'impose pas de ponçage ou retrait préalable des couches antérieures.